# 稲山訓央
稲山 訓央 (いなやま くにお、1968年9月19日 - )は、日本のミュージカルソー(のこぎり)奏者である。
大阪府出身、現在滋賀県守山市在住。

## 概略
のこぎりを楽器として使用する「のこぎり演奏家」として活動しており、のこぎり音楽の普及啓蒙に活躍中。
日本初となるのこぎり音楽の演奏方法を記した「のこぎり音楽の愉しみかた」を出版。同じく日本初となる演奏用のこぎり｢Musical Saw NAMAZU｣の開発・販売を行う。
2003年1月に「しがのこくらぶ」を設立した。
2020年11月22日に、夫婦ペア大会で『パネルクイズ アタック25』に出場した。

## エピソード
11歳下の妻がおり、社会人劇団を通して出会った。妻とは、結婚14年目である。(2020年当時)

## 著書
- 『のこぎり音楽の愉しみかた』曠野会、2004

## 録音
- 反撃。～映画「蟹工船」インスパイア・アルバム～
- Aura Lee
- Summertime
- Grandfather's Clock
- Romance de Amor
- Melty Sunset